# Oppy
Oppy ist eine Gemeinde im französischen Département Pas-de-Calais in der Region Hauts-de-France. Sie gehört zum Kanton Brebières (bis 2015: Kanton Vimy) im Arrondissement Arras. Die Einwohner werden Oppynois genannt.

## Geographie
Oppy liegt etwa neun Kilometer nordöstlich von Arras. und grenzt an Arleux-en-Gohelle im Norden und Nordwesten, Fresnoy-en-Gohelle im Norden, Neuvireuil im Osten, Fresnes-lès-Montauban im Südosten, Gavrelle im Süden sowie an Bailleul-Sir-Berthoult im Westen und Südwesten.

## Bevölkerungsentwicklung
| Jahr      | 1962 | 1968 | 1975 | 1982 | 1990 | 1999 | 2008 | 2013 |
| --------- | ---- | ---- | ---- | ---- | ---- | ---- | ---- | ---- |
| Einwohner | 266  | 278  | 292  | 282  | 329  | 375  | 385  | 383  |

## Sehenswürdigkeiten

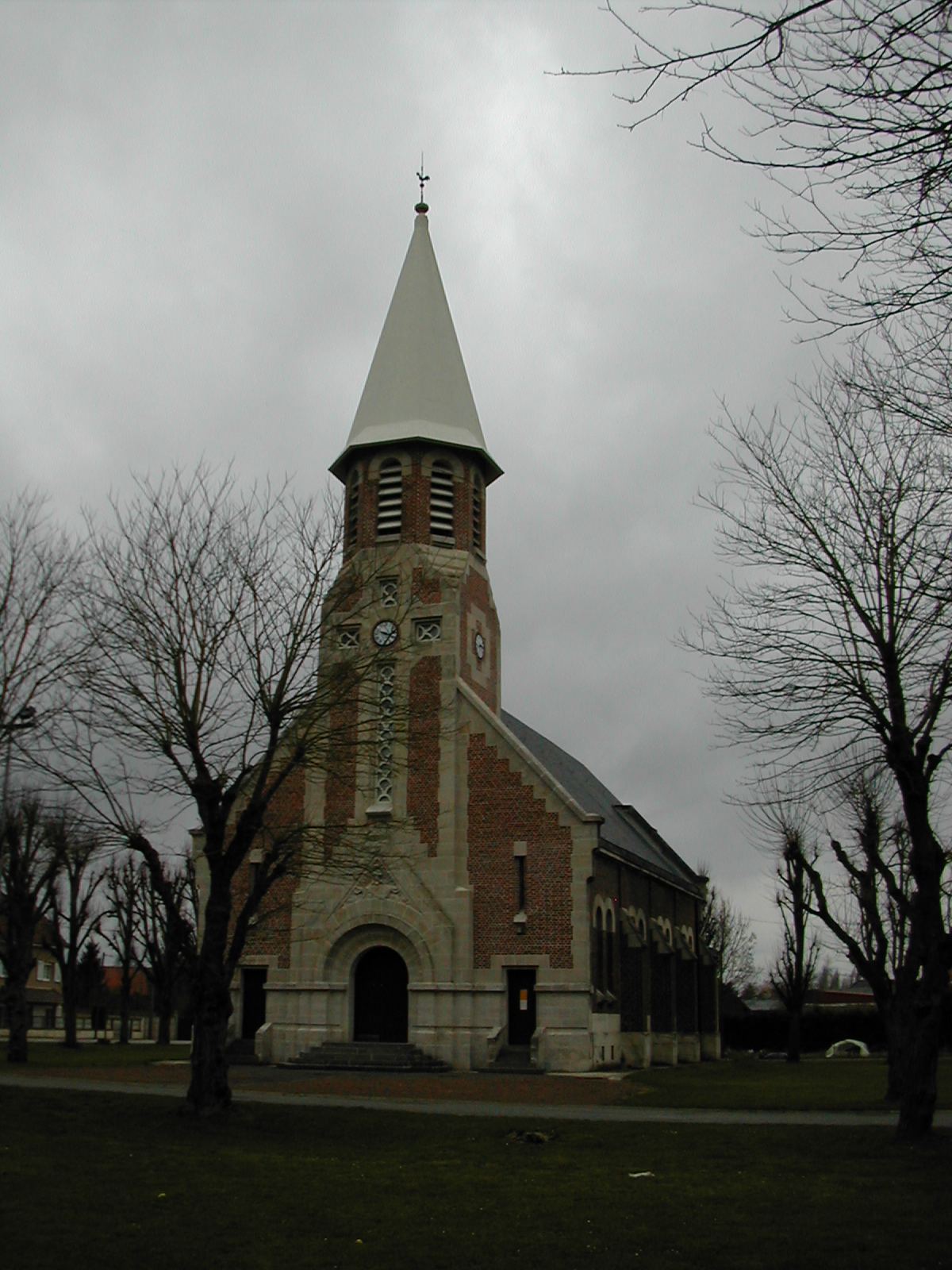
Kirche Saint-Nicolas

- Kirche Saint-Nicolas
- Kriegerdenkmal